# Cevdet Erek
Cevdet Erek (* 1974 in Istanbul) ist ein türkischer Konzeptkünstler und Musiker.

## Leben und Werk
Cevdet Erek studierte von 1992 bis 1999 Architektur an der Mimar Sinan Üniversitesi. Er arbeitete als Architekt, trat mit der 1989 gegründeten türkischen Musikgruppe Necropsi auf, erlangte 2003 den Master an der (MIAM), İstanbul Teknik Üniversitesi, promovierte dort und lehrt dort. Zwischen 2005 und 2006 studierte er an der Rijksakademie van beeldende kunsten in Amsterdam. 2012 wurde Erek mit dem Nam June Paik Award ausgezeichnet.
„Ereks Installation Raum der Rhythmen (2012) für die dOCUMENTA (13) setzt zwei Linien fort, die sich durch sein Werk ziehen: Ortsspezifik und die Übersetzung von Zeitbegriffen in körperliche Erfahrung. Klangsysteme verschiedener Art verstärken verschiedene Kompositionen, die Erek als akustische Zeitleisten beschreibt.“
2015 zeigte er Bir Ritim Mekanı – Otopark / A Room of Rhythms – Otopark auf der 14. Istanbul Biennale. Seine Installation ÇIN wurde im türkischen Pavillon der 57. Biennale di Venezia (2017) präsentiert. 2017 veröffentlichte Erek das Buch SSS How to imitate the sound of the shore with two hands and a carpet und sein Album Davul.